# Sisyracera
Sisyracera és un gènere d'arnes de la família Crambidae.

## Taxonomia
- Sisyracera contortilinealis
- Sisyracera inabsconsalis (Möschler, 1890)
- Sisyracera subulalis (Guenée, 1854)

## Espècies antigues
- Sisyracera preciosalis (Möschler, 1881)